# The Mamzelles
The Mamzelles és un grup de música català, un projecte iniciat per Paula Malia, Paula Ribó i Bàrbara Mestanza l'any 2010. Van guanyar el Premi Joventut del Concurs Sona9 l'any 2011. Les seves membres van estudiar art dramàtic a l'Escola Superior Eòlia de Barcelona. Les tres actrius es van conèixer a l'Institut del Teatre de Barcelona i allà van començar l'aventura com el grup musical The Mamzelles. La seva mànager és Ariadna Giné, representant d'artistes de música en català.
The Mamzelles van adquirir gran popularitat amb l'anunci de reciclatge "Envàs on vas?" de la Generalitat de Catalunya, Ecoembes i Ecovidrio. A partir d'aleshores no van deixar de fer concerts per tot Catalunya.
Que se desnude otra és l'àlbum de debut del grup the Mamzelles. Produït per Miqui Puig, va ser publicat l'1 de juny de 2012. És un àlbum de cabaret pop o pop teatral, amb unes lletres amb un sentit de l'humor provocador i especial. Les lletres són en català, castellà, anglès i francès. En les seves lletres citen al filòsof Friedrich Nietzsche, els poetes Allen Ginsberg i Dolors Miquel i els dibuixos animats japonesos Doraemon.
Tòtem, el segon àlbum del grup, va ser publicat el 7 d'octubre de 2014.
The Mamzelles Teatre és una companyia teatral formada el 2012 per les components del grup de música The Mamzelles.

## Discogràfica

### Que se desnude otra(2012)
Llista de cançons
| Núm. | Títol                        | Durada |
| ---- | ---------------------------- | ------ |
| 1.   | «Dead little fly»            | 3:06   |
| 2.   | «Vagó 3 i 1/2»               | 3:26   |
| 3.   | «Save me»                    | 3:47   |
| 4.   | «Rimapaxa western»           | 4:12   |
| 5.   | «Entre ètica i moral»        | 3:26   |
| 6.   | «Napoleón»                   | 2:31   |
| 7.   | «Fucking vagina»             | 2:49   |
| 8.   | «La dona que mirava la tele» | 4:18   |
| 9.   | «Super superficial»          | 3:58   |
| 10.  | «Generació tofu»             | 3:18   |
| 11.  | «Howl»                       | 3:13   |
| 12.  | «Psychodelic wolf»           | 3:49   |
| 13.  | «Diumenge»                   | 3:38   |

### Tòtem(2014)
Tòtem, el segon àlbum del grup, va ser publicat el 7 d'octubre de 2014.
| Núm. | Títol                      | Durada |
| ---- | -------------------------- | ------ |
| 1.   | «La tierra de los hombres» | 3:51   |
| 2.   | «Salvatge»                 | 4:14   |
| 3.   | «Cry»                      | 2:52   |
| 4.   | «Final»                    | 3:09   |
| 5.   | «Metamorfosis»             | 3:53   |
| 6.   | «En un castillo»           | 4:59   |
| 7.   | «És teu»                   | 5:22   |
| 8.   | «Joventut»                 | 3:51   |
| 9.   | «Som el principi i la fi»  | 4:08   |
| 10.  | «Enamorada»                | 3:16   |
| 11.  | «Enamorada II»             | 3:41   |

## The Mamzelles Teatre[12]
Obres
- My sweet country (2012). Dirigida i escrita per Àlex Mañas i estrenada a Plataforma I+D i al teatre Poliorama.[13]
- The experiment (2013). Dirigida i escrita per Àlex Mañas i estrenada en el cícle 3 d'un glop del Teatre Lliure.[14]
- Orgia (2013). Escrita per Àlex Mañas i adaptada i dirigida per The Mamzelles teatre. Es va estrenar a l'Espai Lliure del Teatre Lliure.[14]
- F.A.M.Y.L.I.A (2014). Primera obra creada totalment per The Mamzelles teatre, amb text de Paula Ribó, direcció de Bàrbara Mestanza i direcció musical de Paula Malia. Es va presentar una primera versió al teatre Atrium de Barcelona i està pendent de nova estrena a Barcelona i gira per Catalunya i Espanya.[12]
- Todas las flores (2020). Amb text i direcció de Bàrbara Mestanza.[15]